# Reina del Mar
Die Reina del Mar war ein 1956 in Dienst gestelltes Passagierschiff der britischen Pacific Steam Navigation Company, das bis 1964 im Liniendienst nach Südamerika und anschließend für Kreuzfahrten im Einsatz war. Die Reina del Mar gehörte seit 1973 der Union-Castle Line, wurde 1975 ausgemustert und im selben Jahr in Taiwan abgewrackt.

## Geschichte
Die Reina del Mar entstand unter der Baunummer 1533 in der Werft von Harland & Wolff in Belfast und lief am 7. Juni 1955 vom Stapel. Nach der Ablieferung an die Pacific Steam Navigation Company am 8. April 1956 brach sie am 20. April 1956 zu einer dreitägigen Kreuzfahrt vor der Küste von Schottland auf und begann am 3. Mai ihre erste planmäßige Linienfahrt von Liverpool nach Südamerika. Das Schiff lief hierbei Frankreich, Spanien, Bermuda, die Bahamas, Kuba, Jamaika, Panama, Kolumbien, Ecuador, Peru und Chile an.
1963 zeigte die griechische Reederei Chandris Interesse an der Reina del Mar, die sie zu einem reinen Kreuzfahrtschiff umbauen und dann unter griechischer Flagge zurück nach Großbritannien verchartern wollte. Dieser geplante Verkauf stieß auf starke Kritik, darunter von der Merchant Navy and Airline Officers’ Association, die einen Verkauf des britischen Schiffes an einen ausländischen Reeder als „entsetzlich“ bezeichnete. Auch die National Union of Seamen kritisierte die Pläne und verwies darauf, dass der Verkauf und das Umflaggen britischer Schiffe dazu führen würde, dass diese am Ende der eigenen Passagierschiffflotte Konkurrenz machen würden. Diese Kritik und der Untergang der auf ähnliche Weise von britischen Häfen aus bereederten Lakonia im Dezember 1963 führten zur Entscheidung, das Schiff nicht an Chandris zu verkaufen.
Nachdem der Liniendienst nach Südamerika unrentabel wurde, ging die Reina del Mar im März 1964 zurück zu Harland & Wolff, um dort wie zuvor von Chandris geplant zu einem Kreuzfahrtschiff umgebaut zu werden. Hierbei erhielt das Schiff unter anderem zusätzliche Deckaufbauten, um die Promenade zu vergrößern und zusätzliche Räumlichkeiten wie eine Lounge und einen Showroom unterzubringen. Die erste Kreuzfahrt begann im Juni 1964. In den Sommermonaten war die Reina del Mar in Southampton beheimatet, in den Wintermonaten unternahm sie Reisen ab Kapstadt.
Nachdem das Schiff bereits seit November 1964 von der Union-Castle Line gechartert wurde, ging es im November 1973 in deren Besitz über. Trotz hoher Passagierzahlen wurde die Reina del Mar nach der Ölkrise 1973/1974 unwirtschaftlich, weshalb 1974 ihre Ausmusterung beschlossen wurde. Nach seiner letzten Kreuzfahrt wurde das Schiff am 1. April 1975 in Southampton aufgelegt und acht Wochen später nach nur 19 Dienstjahren zum Abbruch nach Taiwan verkauft. Die Reina del Mar traf am 30. Juli 1975 in der Abwrackwerft von Tung Cheng Steel in Kaohsiung ein. Die Arbeiten am Schiff waren bis Dezember 1975 abgeschlossen.